# Andraegoidus rufipes
Andraegoidus rufipes là một loài bọ cánh cứng trong họ Cerambycidae.